# 馮子咸
馮子咸（1545年—1596年），字受甫，遼東廣寧左衛軍籍，山東青州府臨朐縣人，明朝學者。

## 生平
馮裕長子馮惟健子，年少喪父，侍奉母孝。萬曆元年（1573年）癸酉科山東鄉試第十八名舉人，參加會試不第，不再赴考。以《顏氏家訓》治家。